# جائزة ألمانيا الكبرى للدراجات النارية 1987
جائزة ألمانيا الكبرى للدراجات النارية 1987 هو سباق دراجات نارية أقيم بتاريخ 17 مايو 1987 في هوكنهايم. كان الجولة الثالثة من أصل 15 في سباق الجائزة الكبرى للدراجات النارية موسم 1987. فاز الأمريكي إدي لوسون بفئة 500 سي سي بينما جاء الأمريكي راندي مامولا في المركز الثاني وحصل على المركز الثالث رون هاسلام.

## وصلات خارجية
- الموقع الرسمي